# Исо-Кивийоки
Исо-Кивийоки (в верхнем течении — Кивийоки) — река в России, протекает по Карелии.
Исток — небольшое озеро в Суоярвском районе, протоками связанное с озёрами Сури-Ретсуярви и Сойкулампи. Течёт на юг. Устье реки находится в 25 км по правому берегу реки Тулемы, в Питкярантском районе. Длина реки составляет 30 км, площадь водосборного бассейна 139 км².
Притоки (от истока к устью):
- Койвусеноя (левый)
- Лахталамменоя (правый)
- Мульянаоя (правый) (из озера Мульяна)
- Касармиоя (левый)

## Данные водного реестра
По данным государственного водного реестра России относится к Балтийскому бассейновому округу, водохозяйственный участок реки — Водные объекты бассейна оз. Ладожское без рек Волхов, Свирь и Сясь, речной подбассейн реки — Нева и реки бассейна Ладожского озера (без подбассейна Свирь и Волхов, российская часть бассейнов). Относится к речному бассейну реки Нева (включая бассейны рек Онежского и Ладожского озера).
Код объекта в государственном водном реестре — 01040300212102000011488.